# RK Zrinski Tuzla
Rukometni klub Zrinski je bosanskohercegovački rukometni klub iz Tuzle.
Osnovao ga je nogometni i rukometni sudac Drago Tomić.
Osnovan je nakon osamostaljenja BiH pri HNK Zrinskom pri kojem je djelovala i košarkaška sekcija, KK Zrinski koja je igrala u najjačoj ligi u BiH, te stolnoteniska sekcija, STK Zrinski. Muška rukometna sekcija RK Zrinski natjecala se skupa s mjesnim rivalom Slobodom.
Prvak Bosne i Hercegovine 1995 godine.[nedostaje izvor]
Na osnovu rješenja ministarstva pravde Tuzlansko-podrinjske županije od 18. lipnja 1998., Rukometni klub Zrinski Tuzla, skraćena naziva RK Zrinski Tuzla, upisan je u registar udruženja građana Tuzlansko-podrinjske županije u knjigu I pod r.b. 455 dana 18. lipnja 1998. godine. Sjedište je u Tuzli, Vojka Milovanovića 62, Šićki Brod. Predsjednik je Zoran Mrkić, direktor Danijel Senkić, tajnik Sevret Barčić.